# ماری هرپینگ
ماری هرپینگ (انگلیسی: Marie Herping؛ زادهٔ ۱۸ مارس ۱۹۸۴) بازیکن فوتبال اهل دانمارک است.
از باشگاه‌هایی که در آن بازی کرده‌است می‌توان به باشگاه فوتبال ادنسه اشاره کرد.
وی همچنین در تیم‌های ملی فوتبال Denmark women's national under-19 football team و زنان دانمارک بازی کرده‌است.